# Ian Alexander (Schauspieler)
Ian Alexander (geb. 20. April 2001 in Salt Lake City) ist ein nichtbinärer US-amerikanischer Schauspieler. Alexander wurde vor allem durch die Rollen Buck Vu und Gray Tal in den Fernsehserien The OA und Star Trek: Discovery sowie Lev im Videospiel The Last of Us Part II bekannt.

## Leben
Ian Alexander wurde 2001 in Salt Lake City im US-Bundesstaat Utah geboren. Er hat vietnamesische Wurzeln und lebte in seiner Kindheit unter anderem auf Oʻahu, einem Luftwaffen-Stützpunkt in Japan und in Washington, D.C., da sein Vater für das Verteidigungsministerium der Vereinigten Staaten arbeitete und die Familie deswegen häufig den Wohnort wechselte. Während seiner Grundschulzeit machte Alexander als Mitglied eines örtlichen Theaters erste Erfahrungen als Schauspieler, in der Middle School trat er zudem dem Schulchor bei.
2014 outete sich Alexander privat und 2016 in Verbindung mit seiner ersten professionellen Schauspiel-Rolle auch öffentlich als trans. Im November 2020 gab er gegenüber Forbes an, sich weder als männlich noch weiblich, sondern nicht-binär zu identifizieren. Aus diesem Grund beansprucht Alexander auch die englischen Pronomen he („er“) sowie das singulare they (ist auch im Singular geschlechtsneutral) für sich.
Im Alter von 15 Jahren wurde Alexander im Internet kurzzeitig bekannt. Während einer Veranstaltung an der University of California, Santa Barbara, bei der es um eine angebliche Verbindung von Gesetzen zum Schutz von trans Personen mit Eingriffen in die persönliche Freiheit ging, hielten drei Studenten der University of California, Los Angeles sowie ein Student der University of California, San Diego Schilder hoch, auf denen trans Identität als Geisteskrankheit und Agenda bezeichnet wurde. Nachdem die Personen die Fotos von ihren Schildern online veröffentlichten, postete Alexander als Reaktion darauf auf seinem Twitter-Account ein Foto von sich selbst, auf dem er ein Schild mit der Aufschrift Shut the fuck up in die Kamera hielt. Eine Montage, in der die beiden Bilder nebeneinander platziert wurden, entwickelte sich im Internet zu einem viralen Post. Auf Anfrage von BuzzFeed gab Alexander an, dass er den Aussagen der Studenten humorvoll entgegentreten wollte, die meisten Reaktionen auf die Aktion seien positiv gewesen.
Im Juni 2020, zum 50. Jubiläum der ersten Pride Parade in den Vereinigten Staaten, wurde Alexander von der sich an LGBT-Community richtenden Online-Publikation Queerty zu einer der 50 wegbereitenden Personen ernannt, die die US-amerikanische Gesellschaft in Richtung Gleichheit, Akzeptanz und Würde für alle queere Personen lenkten. Daneben war er auch neben der Musikerin King Princess und der Rapperin Chika auf einem Titelblatt der Online-Zeitschrift them. zu sehen, zudem erschien über alle drei jeweils ein kurzes Feature, da sie mit ihrer Arbeit und ihren Biografien im Bezug auf die Sichtbarkeit queerer Personen neue Wege einschlugen.

## Karriere
2015 verbreitete sich auf Tumblr ein Aufruf für ein Online-Casting der geplanten Netflix-Serie The OA. Hierbei wurde für eine Rolle ein 14-bis 15-jähriger, trans Schauspieler mit asiatischen Wurzeln gesucht. Alexander entschied sich spontan, der beigefügten E-Mail-Adresse einen kurzen Steckbrief und Fotos von sich zu schicken, obwohl er bis auf seine Tätigkeit im Lokal-Theater sowie private Vorführungen mit Familienmitgliedern keinerlei Schauspiel-Erfahrungen hatte und sich keine großen Erfolgs-Aussichten versprach. Kurze Zeit später erhielt er einen Anruf des Filmemachers Zal Batmanglij, der die Serie auch erdachte, und nahm schließlich nach Rücksprache mit seiner Mutter die Rolle des Buck Vu an. Buck gehört zu den einzigen Personen, denen sich die Hauptfigur Praire Johnson anvertraut, die vor sieben Jahren verschwand, bei ihrer Rückkehr nicht mehr blind ist und sich OA nennt, zudem kann sie als Einzige eine Art unsichtbares zweites Selbst ihrer Vertrauten sehen.
Batmanglij und die Hauptdarstellerin Brit Marling regten Alexander an, persönlichen Erfahrungen in das Drehbuch mit einzubringen, damit sich andere trans Jugendlichen mit der Rolle identifizieren konnten. So ist Buck ebenfalls Mitglied des Schulchors und hört in einer Szene einem Streit seiner Eltern zu, während dem sein Vater ihn bei seinem Geburtsnamen nennt und im Bezug auf ihn weibliche Pronomen verwendet, während die Mutter ihren Sohn verteidigt. Alexander hatte bereits eine Schilderung dieses Streits per E-Mail an die Casting-Adresse geschickt. Alexander ist zudem auch die erste trans, US-amerikanische Person mit asiatischen Wurzeln, die in einer fiktiven Fernsehserie mitspielte.
Im Oktober 2017 verkündete der Spieleentwickler Naughty Dog, Alexander für das Spiel The Last of Us Part II verpflichtet zu haben. Eigentlich sollte die Rolle Lev, ein ehemaliges Mitglied der christlich-fundamentalistischen Sekte Seraphites und Verbündeter der Hauptfigur Abby, ursprünglich nicht trans sein, allerdings entschied sich das Studio dafür, im Spiel religiös motivierte Gewalt zu behandeln, weswegen ihnen eine trans Figur in der Handlung passend schien. Zu diesem Zweck kontaktierte das Entwickler-Team mehrere Schauspielagenturen, die allerdings keine trans Klienten hatten. Da einige Mitglieder des Teams The OA und somit auch Alexander kannten, wandten sie sich zur Kontaktaufnahme an Batmanglij, weil Alexander damals bei keiner Agentur unter Vertrag war. Neil Druckmann, Vizepräsident von Naughty Dog, bot Alexander schließlich persönlich ein Casting an, das der Schauspieler per Video absolvierte und als Lev besetzt wurde. Alexander verkörperte die Figur mittels Motion Capture und verlieh ihr zudem seine Stimme. Im Spiel gibt es erneut einen Zusammenhang zwischen Alexander und seiner Rolle, da Lev Seraphites aufgrund seiner geschlechtlichen Identität verlassen musste, Alexander wandte sich nach eigener Aussage von seiner Glaubensgemeinschaft der Mormonen wegen Anfeindungen aufgrund seiner geschlechtsangleichenden Maßnahme ab.
Obgleich Alexanders schauspielerische Leistung und seine Besetzung in der Rolle positiv bewertet wurden, kritisierten einige trans Personen die Verwendung von Levs Geburtsnamen durch die Antagonisten, die extreme Gewalt, die ihm widerfährt sowie die übertriebene Betonung auf seine Geschlechtsidentität und damit verbundene, tragische Hintergrund-Geschichte. Lev sei eindeutig auf cisgender Spieler ausgelegt, die Mitleid mit Opfern von Transphobie bekommen sollen, allerdings äußerten andere Rezensenten, dass die Figur trotz ihres unvollkommenen Handlungsstrangs ein wichtiger Schritt für die erhöhte Sichtbarkeit von trans Personen in Videospielen sei.
2018 erhielt Alexander in der Produktion Letztendlich sind wir dem Universum egal seine erste Filmrolle. In der Verfilmung des gleichnamigen Romans geht es um die 16-jährige Rhiannon (Angourie Rice), die sich in A verliebt, eine Person, die alle 24 Stunden Körper, Geschlecht und Persönlichkeit ändert. Alexander verkörpert eine dieser Versionen mit dem Namen Vic. Wie der Schauspieler ist Vic ebenfalls trans und überzeugt Rhiannon davon, sich in der Beziehung mit A nicht auf Äußerlichkeiten, sondern innere Werte zu konzentrieren.
2020 bis 2024 verkörpert Alexander in Star Trek: Discovery die Figur Gray, ein Alien der Spezies Trill, das einst mit einem Menschen namens Adira auf einem Raumschiff zusammenlebte. Nachdem Gray bei einem Asteroiden-Zusammenstoß gestorben war, wurde das Lebewesen Tal, das mit Gray in einer Symbiose lebte, dessen Erinnerungen sowie Erfahrungen teilte und die Kollision überlebte, mit Adira verbunden. Deswegen kann Adira Gray gelegentlich sehen und erhält von ihm Ratschläge für die Tätigkeit als Fähnrich, die beiden führen miteinander auch persönlichere Gespräche. Gray ist die erste trans Figur im Star-Trek-Serienuniversum, Alexander sprach dabei zunächst für die nicht-binäre Figur Adira vor. Das Produktionsteam bot Alexander stattdessen die Rolle Gray an, für Adira wurde schließlich Blu del Barrio, ebenfalls nicht-binär, verpflichtet.

## Filmografie
- 2016–2019: The OA (Fernsehserie, 13 Folgen)
- 2017: Déjà Vu (Kurzfilm, auch Drehbuch)
- 2018: Letztendlich sind wir dem Universum egal (Every Day)
- 2020–2024: Star Trek: Discovery (Fernsehserie, 12 Folgen)